# 사이클로프로펜
사이클로프로펜(cyclopropene)은 C3H4의 화학식을 가져 분자에 탄소원자가 세개인 사이클로알켄이다. 결합각이 작아서 불안정하므로 분리하기 힘들다. 이중 결합의 반대편의 결합각은 51도이다. 탄소원자 3개가 한 평면상에 배열되는 구조를 가진다.